# Сийнмаа, Олев
Олев Сийнмаа (эст. Olev Siinmaa, Пернов, Российская империя, 12 ноября 1881 г. - 29 марта 1948 г., Норрчёпинг, Швеция) - эстонский архитектор, лучшие работы которого были построены в стиле «пярнуский курортный функционализм».
Олев (Оскар) Сийнмаа родился в Пернове, Эстляндия в семье владельца столярной мастерской. 
Изучал дизайн интерьера и мебели в технических школах Висмара и Констанца в Германии. 
В 1925 году был назначен архитектором города Пярну, Эстония. 
Первый функционалистский проект Олев Сийнмаа создал в 1930 году на улице Розикранци в столице Эстонии Таллине. 
Больше всего известен как архитектор (вместе с Антоном Соансом) отеля Pärnu Beach Hotel, построенного между 1935 и 1937 годами и названного «флагманом новой архитектуры в стиле функционализма». 

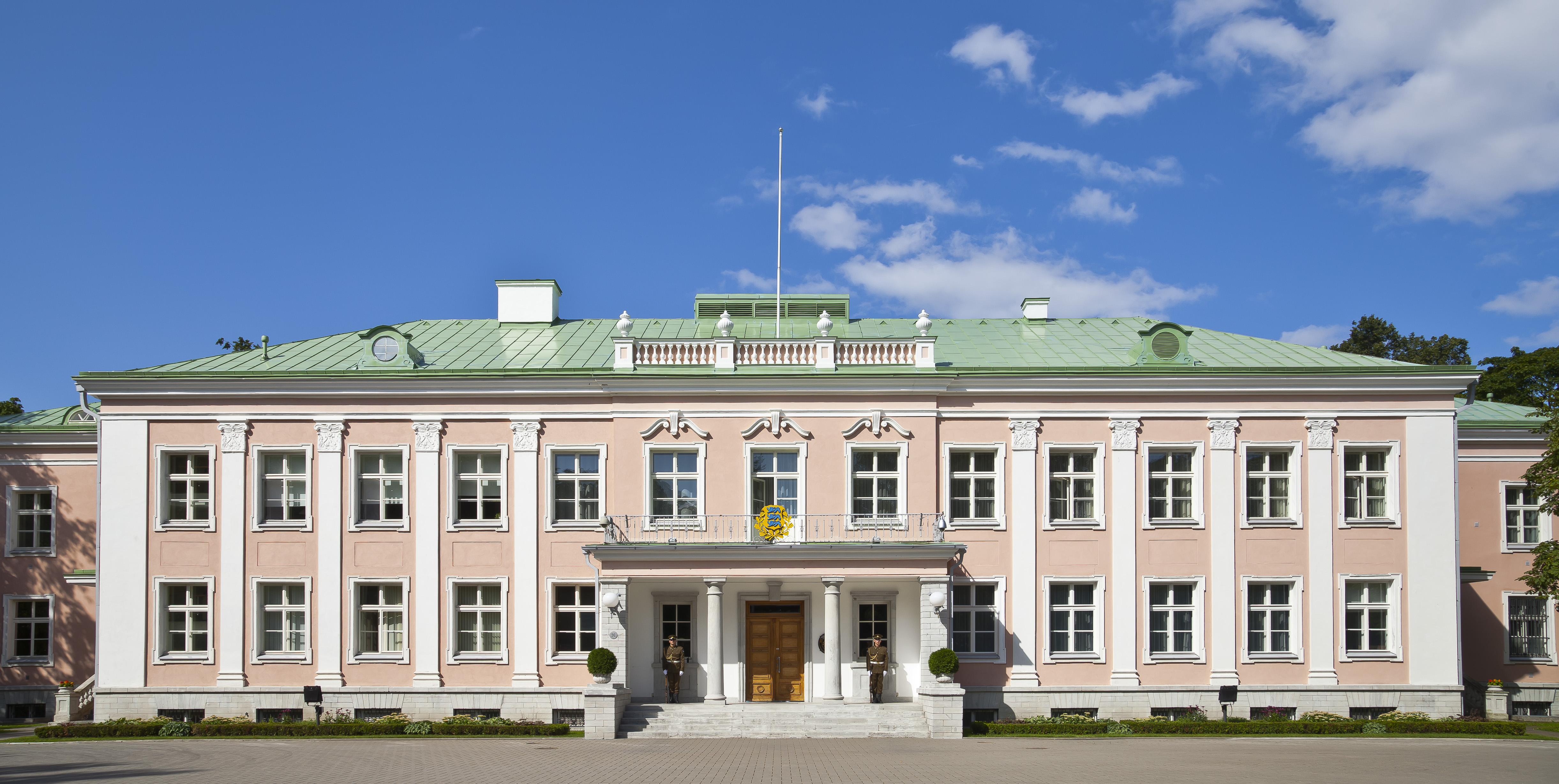
Резиденция Президента Эстонии

В 1938 году Сийнмаа вместе с архитектором Аларом Котли спроектировали Президентский дворец, который должен был стать зданием канцелярии президента Эстонии Константина Пятса. Котли спроектировал парадные помещения офисного здания, а Большой офис президента спроектировал Сиинмаа.
В 1944 году при приближении Красной Армии Олев Сийнмаа эмигрировал в Швецию, где и умер в 1948 году.